# Knut og Alice Wallenbergs Fond
Knut og Alice Wallenbergs Fond (svensk: Knut och Alice Wallenbergs Stiftelse) er et svensk almennyttigt fond, som blev etableret 1917. Fondets bestyrelsesformand er Peter Wallenberg og næstformand er Peter Wallenberg, Jr.
Fondet blev stiftet gennem en donation på 20 millioner svenske kronor af Knut Agathon Wallenberg og dennes hustru Alice. I de efterfølgende tre årtier fortsatte parret at opbygge fondens kapital gennem yderligere donationer. Fondet er det største af Wallenbergfondene. Den uddeler meget store bidrag til videnskabelig virksomhed i Sverige. Knut Agathon Wallenberg var initiativtager til dannelsen af Handelshögskoleföreningen i 1906 og én af initiativtagerne til etableringen af Handelshögskolan i Stockholm i 1909, Sveriges første handelshøjskole. I Knut og Alice Wallenbergs Fonds vedtægter står det opført, at fondet hovedsagelig skal bidrage til den private Handelshögskolan i Stockholms finansiering.
Fondets formue androg 49,678 milliarder svenske kronor i 2010, og er den største enkeltejer i investeringsselskabet Investor AB med 18,60 procent af kapitalen i 2006 og 40 procent af stemmerne, hvilket er Wallenberg-familiens udøvende magtselskab. Fondet er endvidere medejere af en del svenske virksomheder, blandt andet Scandinavian Airlines' moderselskab SAS AB.